# Бурлінка
Бурлі́нка (рос. Бурлинка) — село у складі Бурлинського району Алтайського краю, Росія. Входить до складу Партизанської сільської ради.

## Населення
Населення — 64 особи (2010; 166 у 2002).
Національний склад (станом на 2002 рік):
- росіяни — 49 %
- казахи — 27 %